# You (canción de Romeo Santos)
"You" es el sencillo debut en solitario del cantante estadounidense Romeo Santos, lanzado el 9 de mayo de 2011 como el sencillo principal de su álbum de estudio debut Fórmula, Vol. 1 (2011). Producido por Santos, el tema fue lanzado en Latinoamérica y Estados Unidos.
La canción, calificada como un comienzo prometedor para el exmiembro de Aventura, combina elementos de bachata y R&B y debutó en la cima de la lista Hot Latin Songs de Billboard, y Santos se convirtió en el octavo intérprete en la historia de la lista en comenzar en esta posición.

## Antecedentes
Romeo Santos fue el miembro principal de Aventura, una banda con influencias urbanas y de bachata, que vendió 1,7 millones de álbumes en los Estados Unidos y tuvo el álbum latino más vendido de 2009 The Last.  Después de la separación temporal de la banda,  Santos fue anunciado como la estrella de una próxima serie de comedia que se emitiría en ABC. La serie trataba sobre la lucha de un dominicano-estadounidense que lucha contra sus creencias para alcanzar el éxito en Estados Unidos y sería el debut como actor de Santos.  Tras el anuncio, Santos firmó un contrato discográfico con Sony Music Entertainment y grabó su álbum de estudio debut, Formula, Vol. 1, que incluye la mayoría de los temas en ritmo de bachata y canciones bilingües como el sencillo principal "You" y "Promise", con Usher. 

## Rendimiento en listas
"You" fue seleccionado como el sencillo principal del álbum y lanzado al aire el 9 de mayo de 2011.  La canción debutó en el número uno en la lista Billboard Hot Latin Songs en la semana del 28 de mayo de 2011, con Santos convirtiéndose en el octavo intérprete en comenzar la primera posición de la lista después de Juanes, Juan Gabriel, Enrique Iglesias, Marco Antonio Solís, Los Temerarios, Ricky Martin y Maná.   "Tú" estuvo siete semanas en esta posición, lo que fue calificado como un comienzo prometedor por Carlos Quintana de About.com, afirmando que la canción combina elementos de bachata y R&B como era el sonido característico de la banda Aventura de Santos. 